# 스릅스카 공화국군
스릅스카 공화국군(세르비아어: Војска Републике Српске (ВРС) 보이스카 레스푸블리케 스르프스케); 세르비아어, 보스니아어, 크로아티아어: Vojska Republike Srpske (VRS)) 또는 세르비아계 보스니아군은 국제적으로 인정받은 보스니아 헤르체고비나 공화국의 영토에서 독립한 "보스니아 헤르체고비나 세르비아계 공화국"에서 이어진 스릅스카 공화국의 군사이다. 크로아티아 독립 전쟁과 보스니아 전쟁에 참여했다.
2003년 이후에는 보스니아 헤르체고비나 육군과 통합하기 시작했다. 2005년에는 세르비아계, 보스니아계, 크로아티아계와 완전히 통합한 군사가 이라크로 미국 주도 연합군의 일원으로 파병했다. 2006년 6월 6일, 이 스릅스카 공화국군은 완전히 보스니아 헤르체고비나 육군과 통합하여 사라졌다.

## 특수부대
- 판터 주둔군 특수부대 여단 (세르비아어: Специјална бригада Гарда Пантери), 동보스니아 군단
- 드리나의 늑대 (세르비아어: Вукови са Дрине), 드리나 군단
- 세르비아 "MANDO" 부대 (세르비아어: Специјална Јединица "МАНДО"), 동보스니아 군단
- "OSMACI" 특수부대 (세르비아어: Специјална Јединица "ОСМАЦИ"), 드리나 군단
- 세르비아 주둔군 일리지야 (세르비아어: Српска Гарда Илиџа), 사라예보-로마니아 군단
- 흰늑대들 (세르비아어: Бели Вукови)

## 참고 문헌
- Innes, Michael A. (2006). 《Bosnian Security after Dayton: New Perspectives》. Routledge. 2013년 3월 4일에 확인함.
- Ramet, Sabrina P. (2010). 《Central and Southeast European Politics Since 1989》. Cambridge University Press. 2013년 12월 31일에 원본 문서에서 보존된 문서. 2013년 3월 4일에 확인함.
- Thomas, Nigel (2006). 《The Yugoslav Wars (2): Bosnia, Kosovo and Macedonia 1992–2001》. Osprey Publishing. 2013년 3월 4일에 확인함.[깨진 링크(과거 내용 찾기)]